# Vero (Timorsee)
Der Vero (Rio Vero) ist ein Fluss in Osttimor.

## Verlauf

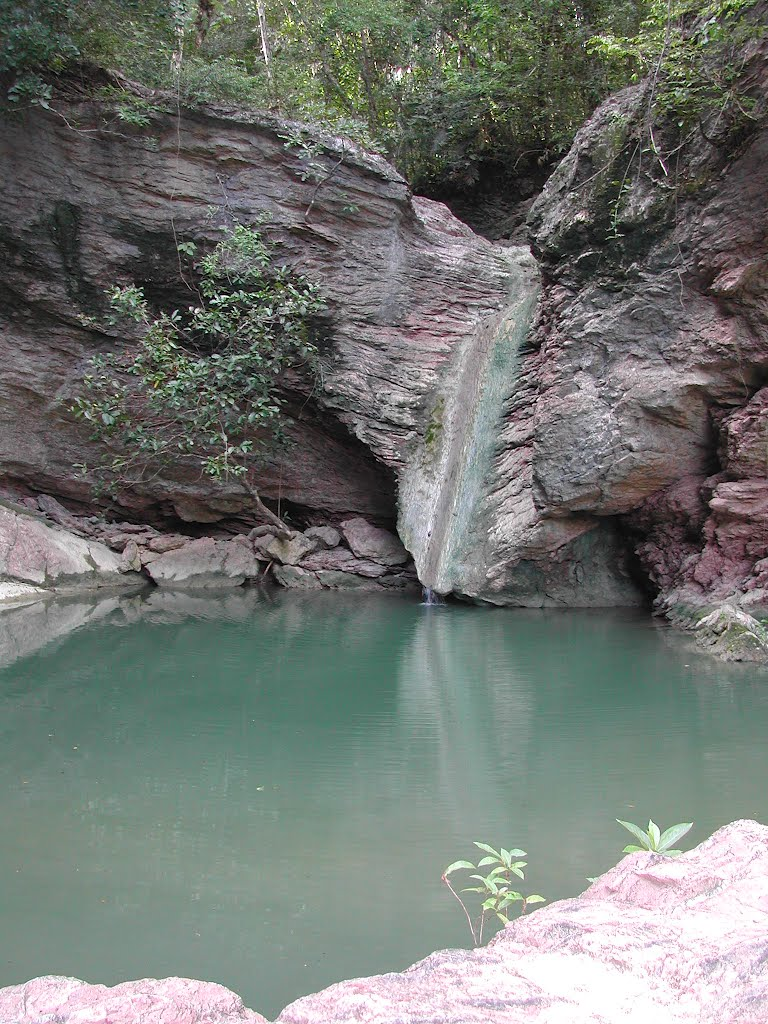
Pool eines Zuflusses des Vero

Der Fluss fließt durch den Suco Tutuala, im äußersten Osten der Insel Timor und mündet nach 22,6 km in die Timorsee. Der Vero streift kurz vor seiner Mündung das Grenzgebiet des Sucos Muapitine.
Gespeist wird der Fluss durch mehrere Quellen. Die Fa Fa ist ein großes Becken, unterhalb eines Wasserfalls. Han (deutsch essen) ist eine ganzjährige Quelle mit Becken mit Kies und Geröll. Sair Ira auf einem Hügel besteht aus mehreren Becken. In Nair Ete wird die eigentliche Quelle Ira Ina (deutsch Mutter des Wassers) genannt. Sie sickert aus der Böschung in einen Bach.

## Besiedlung
Das Gebiet ist nur dünn besiedelt und Teil des Nationalparks Nino Konis Santana.
Der Zugang zum Tal des Veros erfolgt über einen gut ausgetretenen Wanderweg, der von der Siedlung Vero im Norden an der bewaldeten Bergfestung Mapulu vorbei durch eine Reihe von Sumpfgärten führt. Anschließend folgt er dem Hang des Veros in Richtung Küste. Am Unterlauf des Flusses liegen einige Stätten der Vorfahren, darunter eine Reihe ehemaliger befestigter Wohnstätten (sogenannte Tranqueiras), die sich an markanten, erhöhten Stellen an den bewaldeten Hängen zwischen der Bergkette des Paitchaus und der Südostküste befinden. Zu den Tranqueiras im Vero-Tal gehören Haka Paku Leki, Ili Haraku, Maiana und Pailopo, die alle bis ins frühe zwanzigste Jahrhundert bewohnt waren, aber nach wie vor wichtige Orte der Ahnenverehrung sind.

## Fauna
Folgende Fischarten wurden im Vero oder seinen Quellen nachgewiesen:
- Anguilla celebesensis
- Anguilla marmorata
- Belobranchus belobranchus
- Bunaka gyrinoides
- Eleotris fusca
- Giuris magaritacea
- Sicyopterus caeruleus
- Sicyopterus hageni
- Sicyopterus micrurus
- Sicoypus zosterophorum
- Stiphodon semoni